# 西郷県
西郷県（せいきょう-けん）は中華人民共和国陝西省漢中市に位置する県。

## 行政区画
- 街道:城北街道、城南街道
- 鎮:楊河鎮、柳樹鎮、沙河鎮、私渡鎮、桑園鎮、白竜塘鎮、峡口鎮、堰口鎮、茶鎮、高川鎮、両河口鎮、大河鎮、駱家壩鎮、子午鎮、白勉峡鎮

## 事件
2019年、中央から派遣された汚職（掃黒除悪）の捜査チームが西郷県の警察、検察、政府幹部らの賭博を摘発。3人が免職や停職となった。